# Umbaspis spatulata
Umbaspis spatulata är en insektsart som först beskrevs av Hall 1929.  Umbaspis spatulata ingår i släktet Umbaspis och familjen pansarsköldlöss.
Artens utbredningsområde är Zimbabwe. Inga underarter finns listade i Catalogue of Life.